# Лазаревка (Житомирская область)
Лазаревка (укр. Лазарівка) — село в Житомирском районе Житомирской области Украины. До 17 июля 2020 года входило в Брусиловский район.
Население по переписи 2001 года составляло 634 человека. Занимает площадь 15,7 км².

## Адрес местного совета
12615, Житомирская область, Житомирский р-н, с. Лазаревка, ул. Набережная, 5